# Ерланген
Ерланген (на немски: Erlangen) е град в Германия. Намира се в провинция Бавария. Ерланген е един от студентските градове на Бавария.
Площта на Ерланген е 76,95 км², населението към 31 декември 2010 г. – 105 629 жители, а гъстотата на населението – 1373 д/км². Разположен е във Франконската койпер-лиасова равнина.
Ерланген е вторият град в Германия след Мюнхен по съсредоточаване на развойни и производствени предприятия на фирмата Сименс АГ и поради това често бива наричан Siemens-Stadt Erlangen, т.е. „Ерланген – градът на Сименс“. Предпоставките, привлекли фирмата да избере града след Втората световна война за своята дейност, са били: наличието на солиден университет, градът не е бил разрушен, както и благосклонното отношение на градската управа, предоставила обширни терени и инфраструктура за целта.
В Ерланген се намират и два от многобройните Фраунхоферови институти – немски академични организации за научно-приложни изследвания. В единия от тях между другото е бил разработен например масово използваният аудио-формат MP3.

## Известни личности
Родени в Ерланген
- Георг Ом (1789 – 1854), физик
- Лотар Матеус (р. 1961), футболист
- Еми Ньотер (1882 – 1935), математичка

Починали в Ерланген
- Йохан Кристиан фон Шребер (1739 – 1810), зоолог

Други
- Лорентзос Мавилис (1860 – 1912), гръцки поет, завършва философия през 1890
- Кольо Карагьозов (1896 – 1972), индустриалец, общественик, дарител, почетен немски вицеконсул, следва право (1919 – 1920)

## Побратимени градове
- Ескилстюна, Швеция
- Йена, Германия